# Église Saint-Antoine-des-Quinze-Vingts
L'église Saint-Antoine-des-Quinze-Vingts est une église catholique située dans le 12e arrondissement de Paris au no 66 de l'avenue Ledru-Rollin.

## Historique
Avant la Révolution française, le territoire correspondant au 12e arrondissement appartient à la paroisse Saint-Paul puis au domaine de Sainte-Marguerite. Mais deux établissements possédaient le privilège d’exercer la « cure d’âme » : l’abbaye de moniales cisterciennes de Saint-Antoine des Champs et l’hospice des Quinze-Vingts, fondation de Saint Louis.
L’abbaye fut supprimée en 1790 et le monastère affecté à l’hôpital Saint-Antoine en 1795. La nouvelle paroisse Saint-Antoine des Quinze-Vingts est créée le 4 février 1791 et reçoit comme lieu de culte l’abbatiale. Celle-ci est vendue comme bien national en 1798 puis détruite. La chapelle de l’hospice des Quinze-Vingts fait office d’église paroissiale un siècle durant, jusqu’à la construction de l’église actuelle qui fut achevée en 1903 et consacrée à saint Antoine le Grand le 11 novembre 1909,.

### Historique détaillé du projet et de la construction[3]
- mars 1898 : L’archevêque de Paris, le cardinal Richard, désigne l’abbé Rivière comme curé de la paroisse, avec pour mission de sortir des locaux de l'hôpital ophtalmologique créé en 1880.
- septembre 1898 : Le Conseil municipal de Paris s’oppose à la cession d’un bout du terrain de l'emprise de l'ancienne prison Mazas détruite en 1895. L'opposition est ainsi motivée : « ça serait remplacer la prison des corps par la prison de la pensée ».
- 1898 : L’achat d’une ancienne usine au centre du territoire paroissial est possible.
- 1898-1901 : L’abbé Rivière trouve les 400 mille francs nécessaires à l’achat. La Société civile immobilière d’Aligre est constituée et le terrain est acheté.
- 15 décembre 1900 : Remise du dossier de construction.
- 12 janvier 1901 : Avis favorable de l’archevêque.
- 21 février 1902 : Par arrêté préfectoral, l’église restera propriété de la Ville de Paris (l'une des dernières églises construite avant la loi de 1905)
- 17 juin 1902 : Pose de la première pierre de « la première église du siècle », construite sur les plans d’Émile Vaudremer (1829-1914), architecte de Saint-Pierre de Montrouge (1862), puis de son élève Lucien Roy.
- 28 décembre 1903 : Bénédiction de l’église ;
- 25 décembre 1905 : Fondation du patronage Le Chantier ;
- janvier 1910 : Crue de la Seine.
- 2025/2026 : Création d'un nouveau système d'éclairage et de sonorisation permettant de mettre en valeur l'édifice.
- Carême 2026 : Restauration de l'autel : remplacement de celui-ci, suppression d'une marche permettant une meilleure circulation dans le chœur.

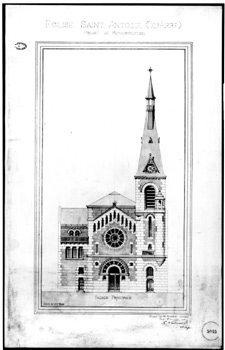
Projet de façade avenue Ledru-Rollin en 1900.
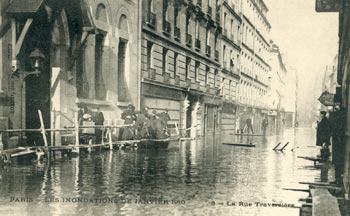
Crue de la Seine en 1910, église côté rue Traversière.

## Description

### Architecture
L'église est construite en brique et en pierre sur un plan basilical dans un style néoroman. Certaines parties et décorations sont typiques de l'Art nouveau de l'École de Nancy.
La façade est en briques et pierre. Elle s'ouvre par un portail en plein cintre festonné, baies à trois lancettes.
La coupole du chœur est réalisée en verre moulé lié par du ciment.
L'église est orientée globalement Est-Ouest. Elle possède une Tour-clocher édifiée sur les premières travées de la nef qui contient quatre cloches et sonnent les notes si bémol, do, ré et mi bémol, couverte d'une courte flèche d'ardoise. Elle domine l'avenue Ledru-Rollin.
L'église possède un accès secondaire au no 57 de la rue Traversière.

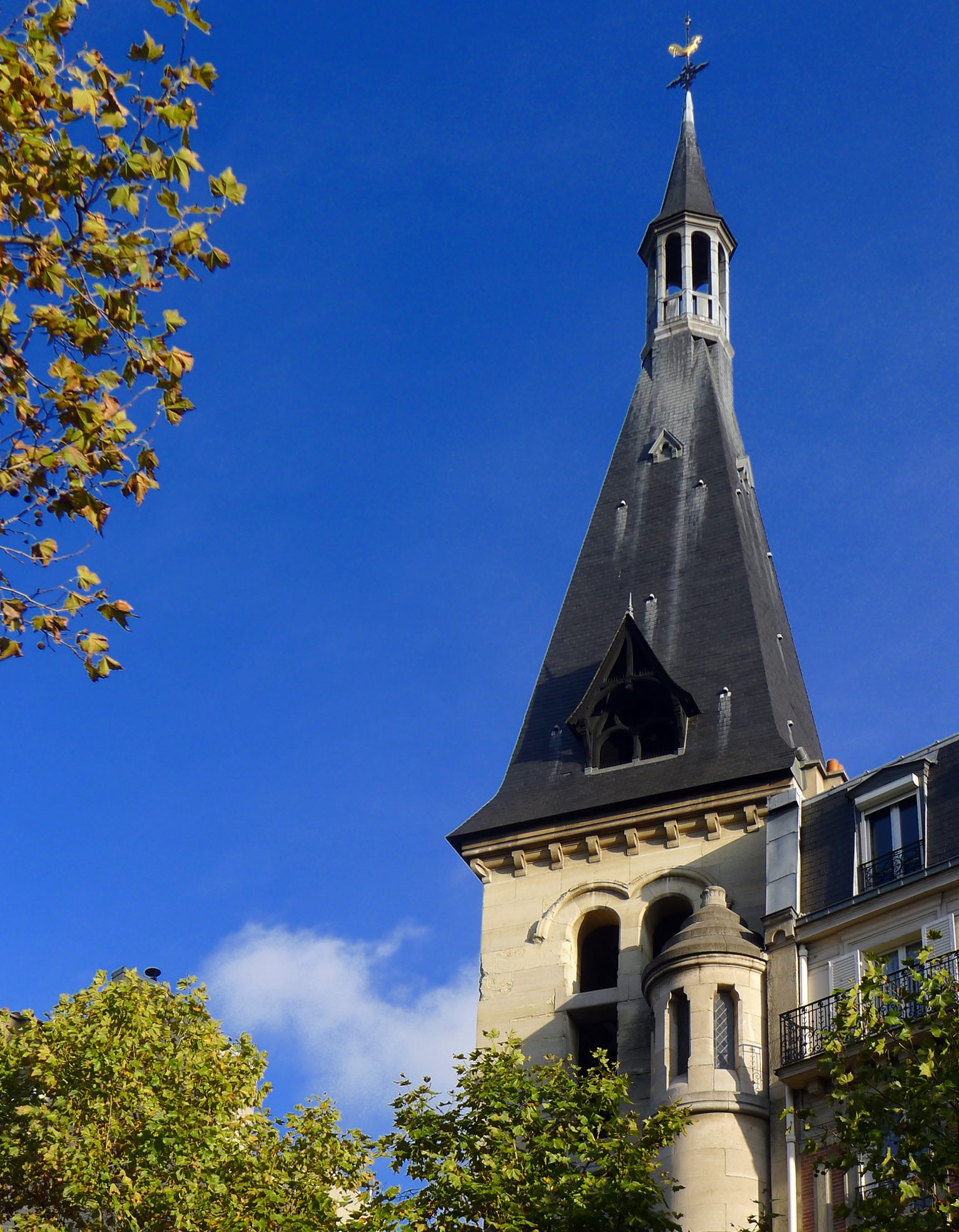
Tour-clocher.
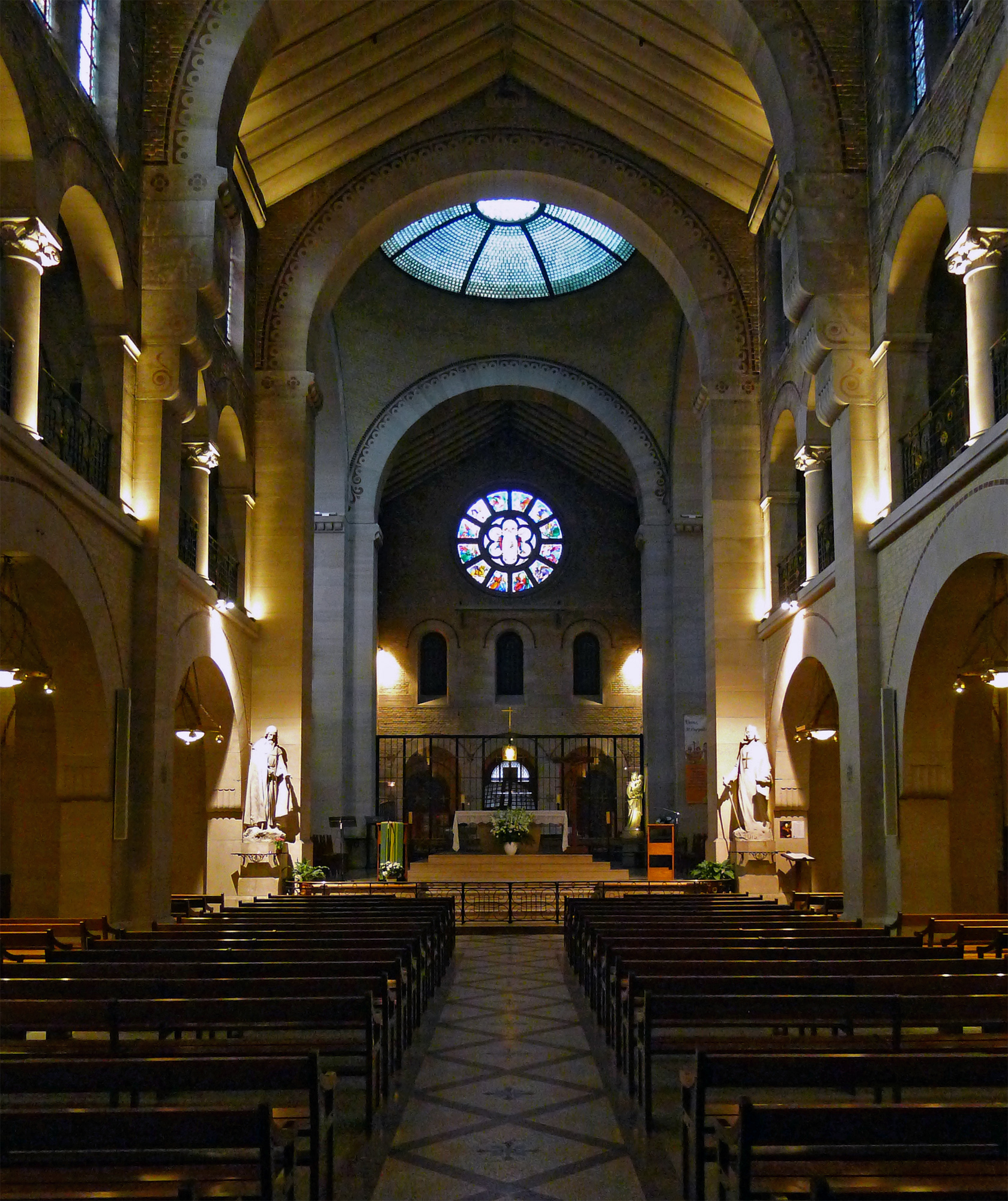
Nef.
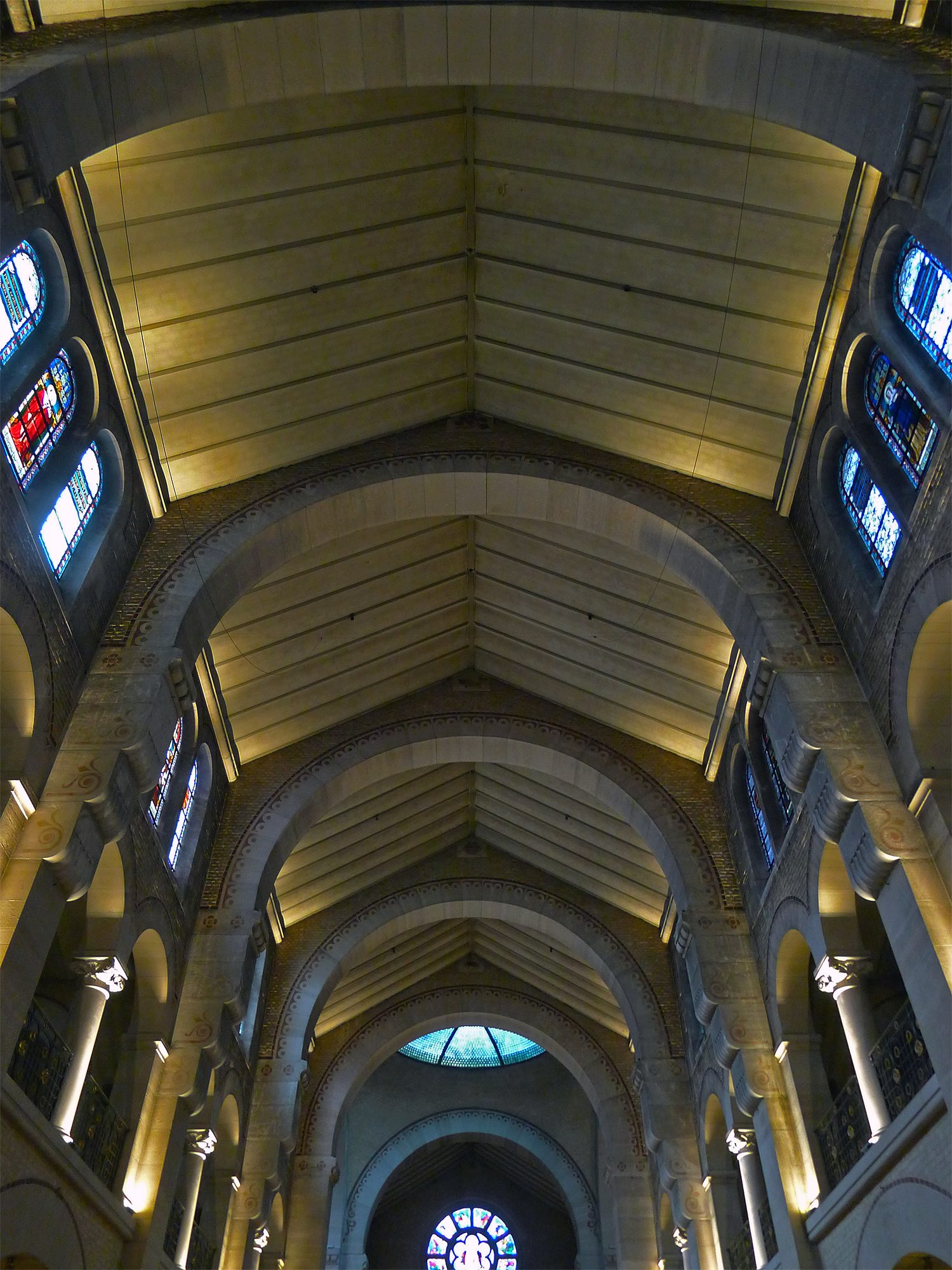
Voûte de la nef.
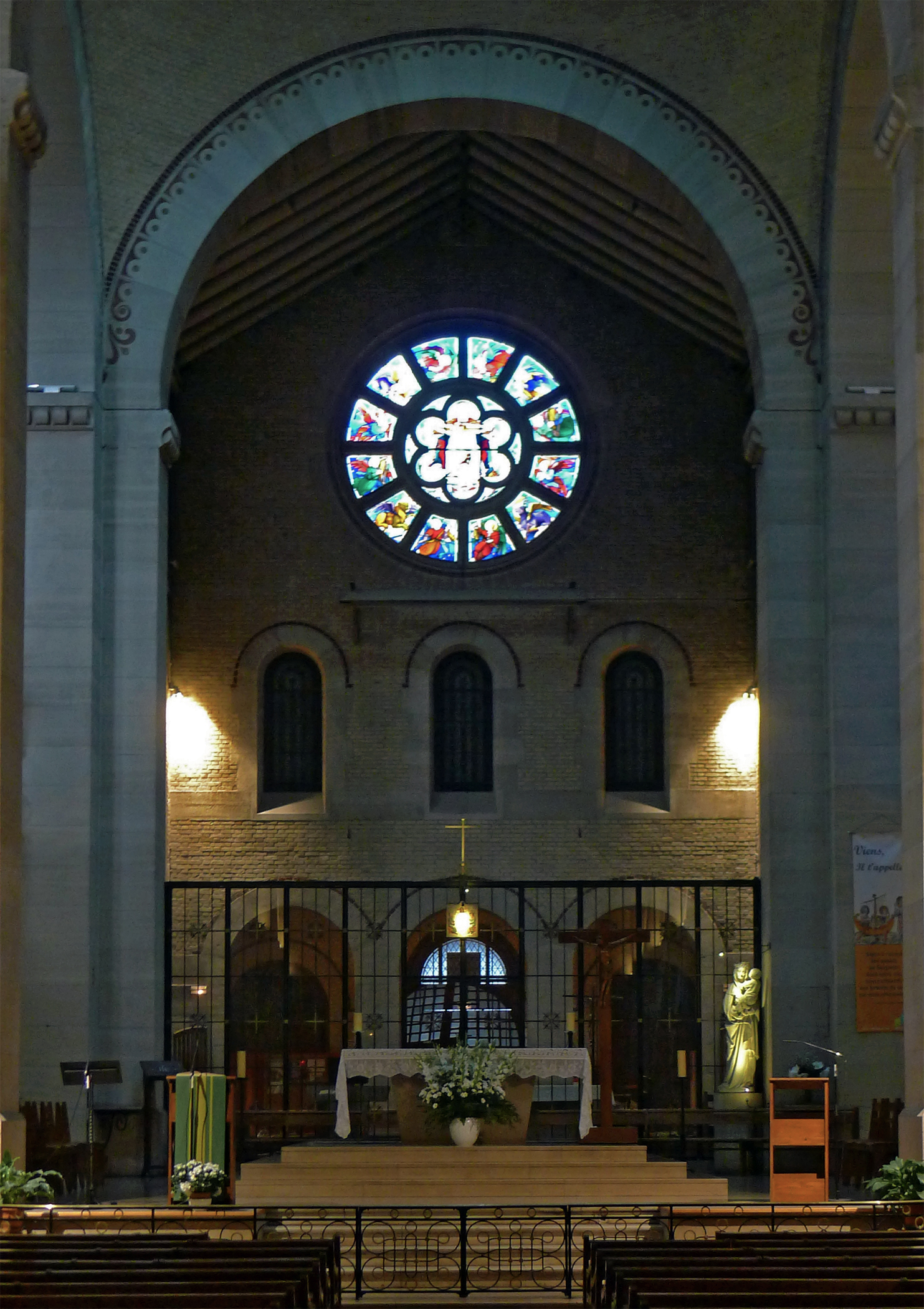
chœur.
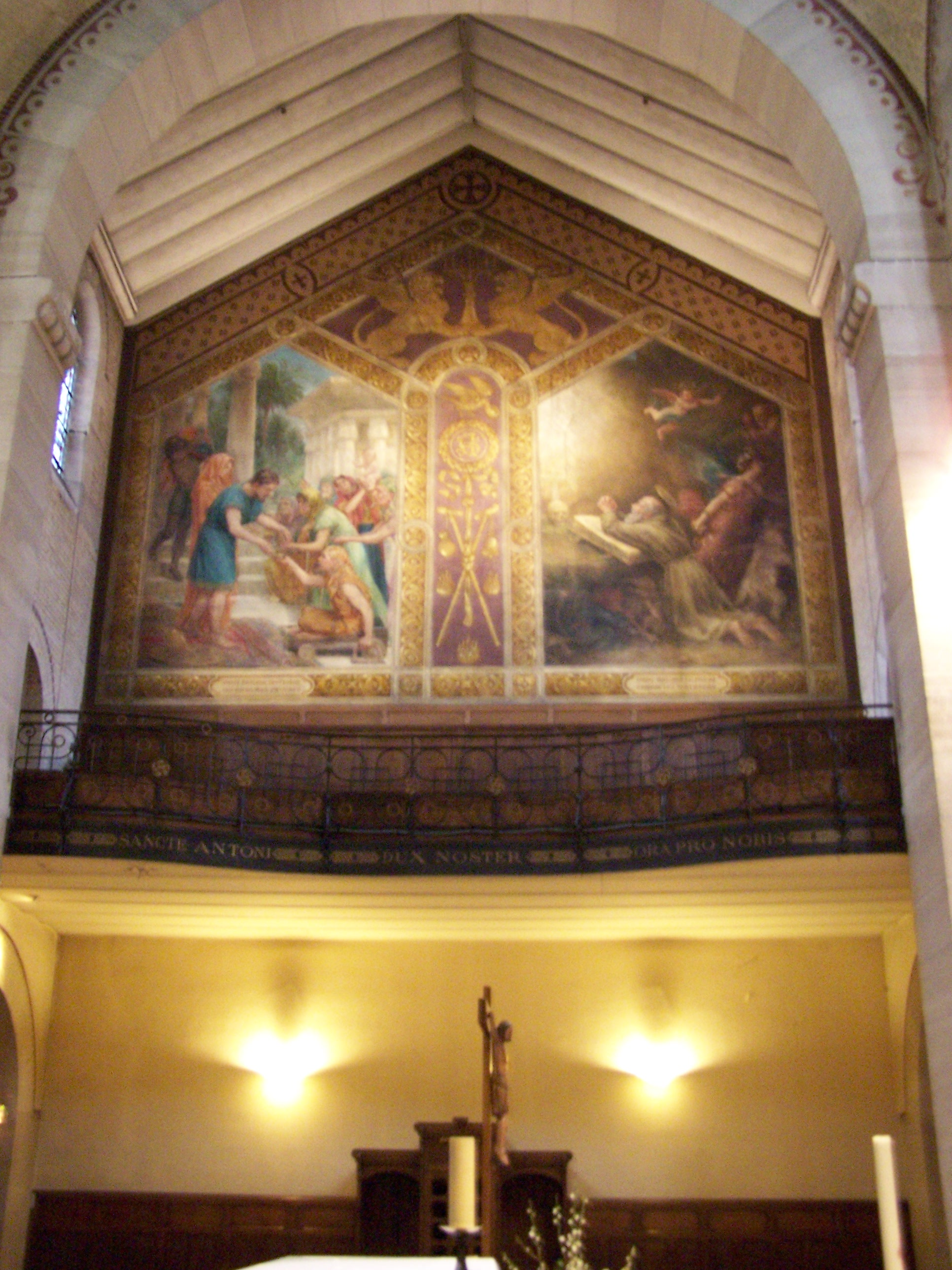
Le transept droit.
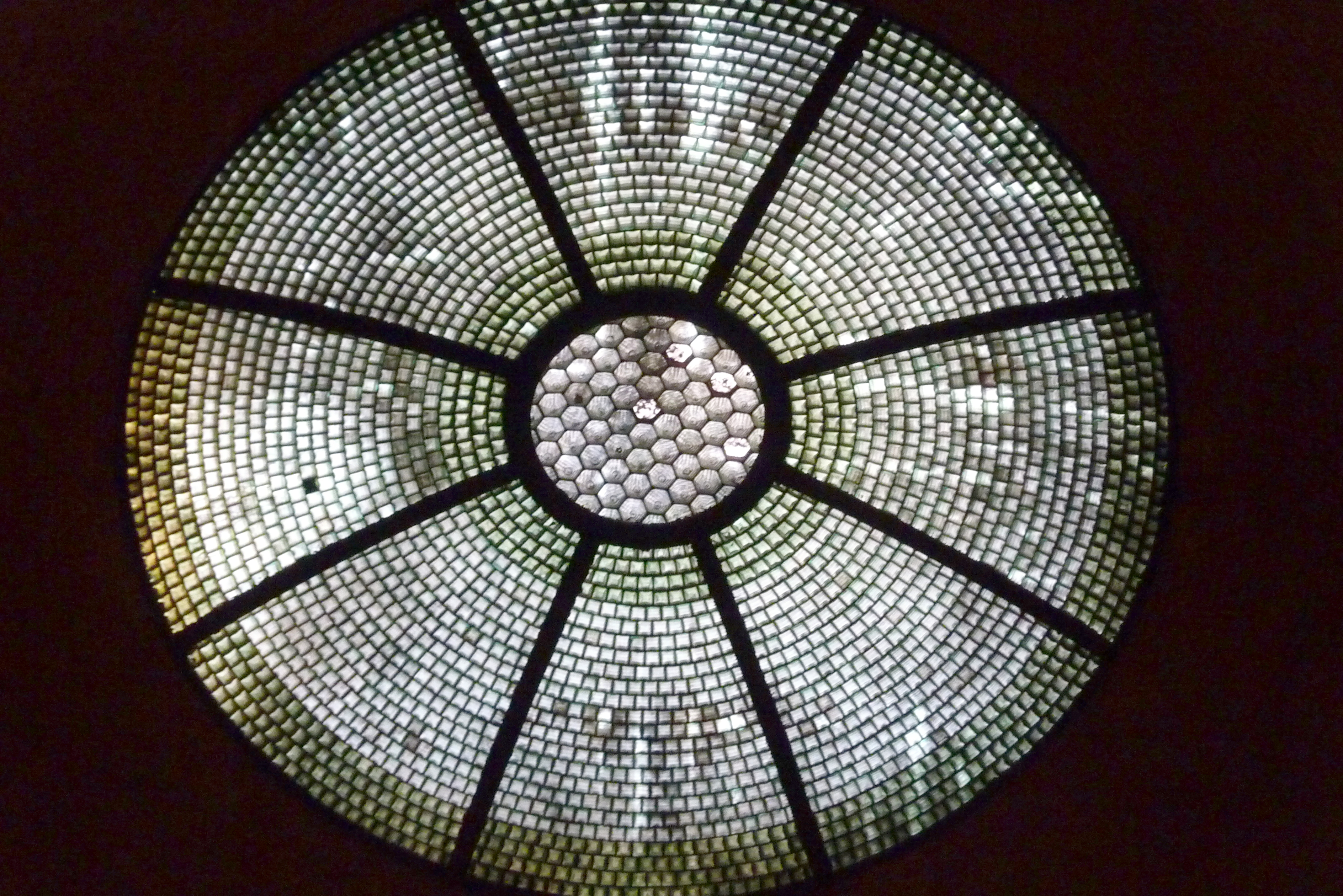
Oculus de verre au-dessus du chœur.

### Mobilier et œuvres d'art

#### Statuaire[1]
Le chœur est encadré par deux statues à l'échelle 1:1 :
- Saint Antoine le Grand (à gauche) au pied duquel on peut apercevoir un cochon, œuvre de Raoul Larche ;
- Saint Louis couronné (à droite) présentant à l'assemblée l'institution des Quinze-Vingts, œuvre de Raoul Larche.

Dans le chœur se tient une statue de la Vierge à l'Enfant.
À l'entrée de l'église (avenue Ledru-Rollin), à droite se trouve une statue de saint Pierre.
Une Mater Dolorosa se trouve dans l'allée sud.

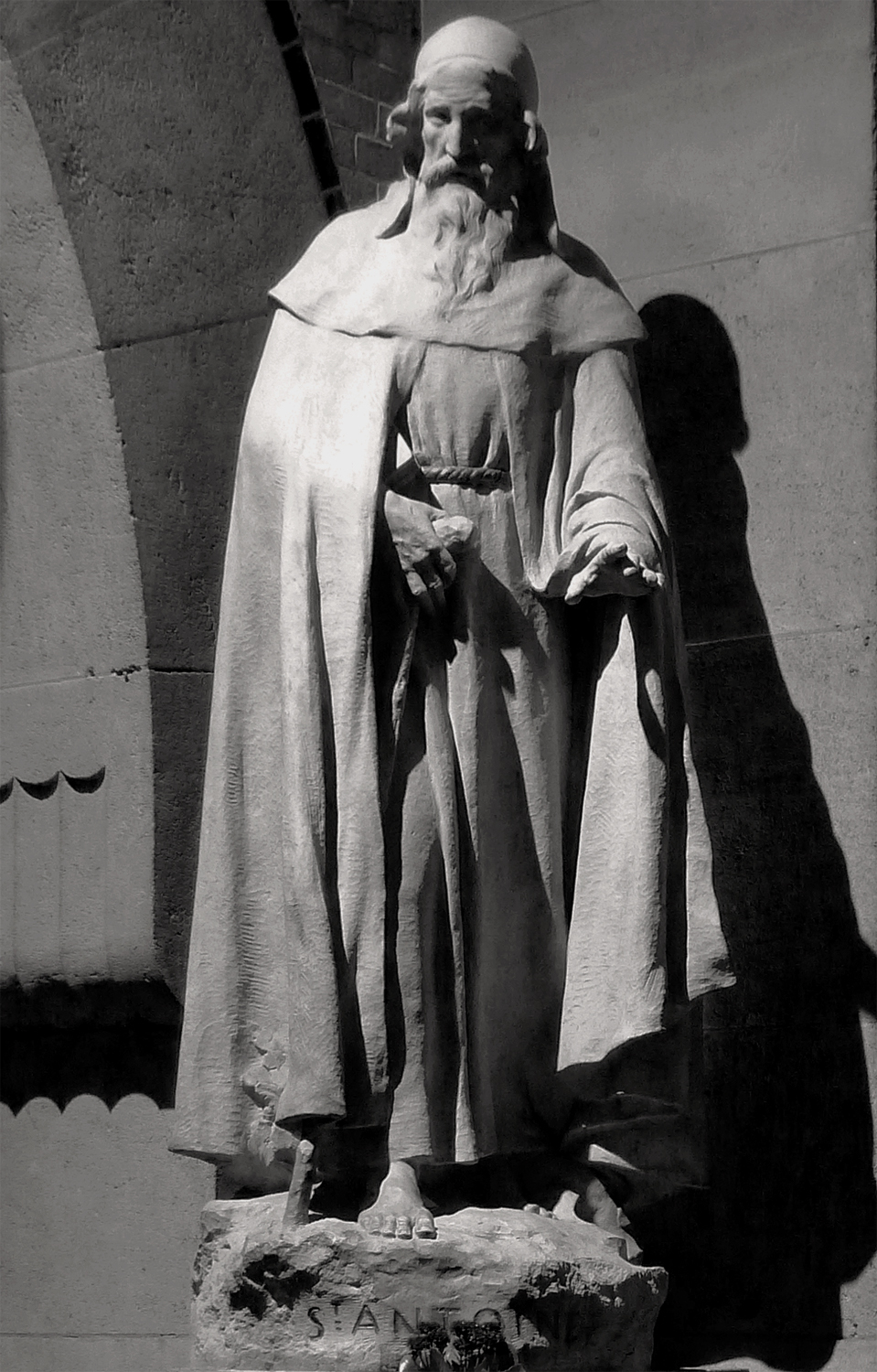
Saint Antoine.
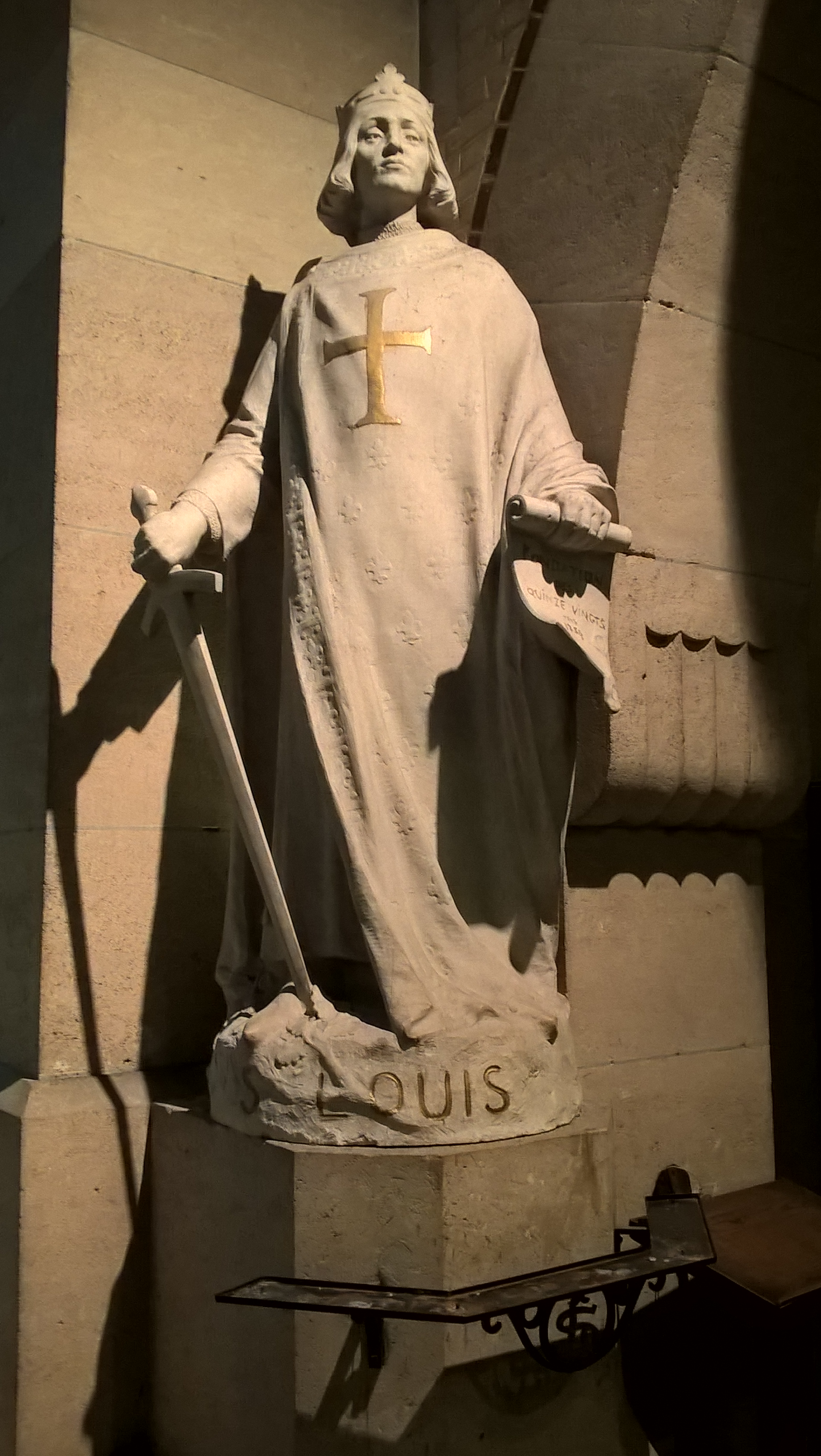
Saint Louis présentant la fondation des Quinze-Vingts.
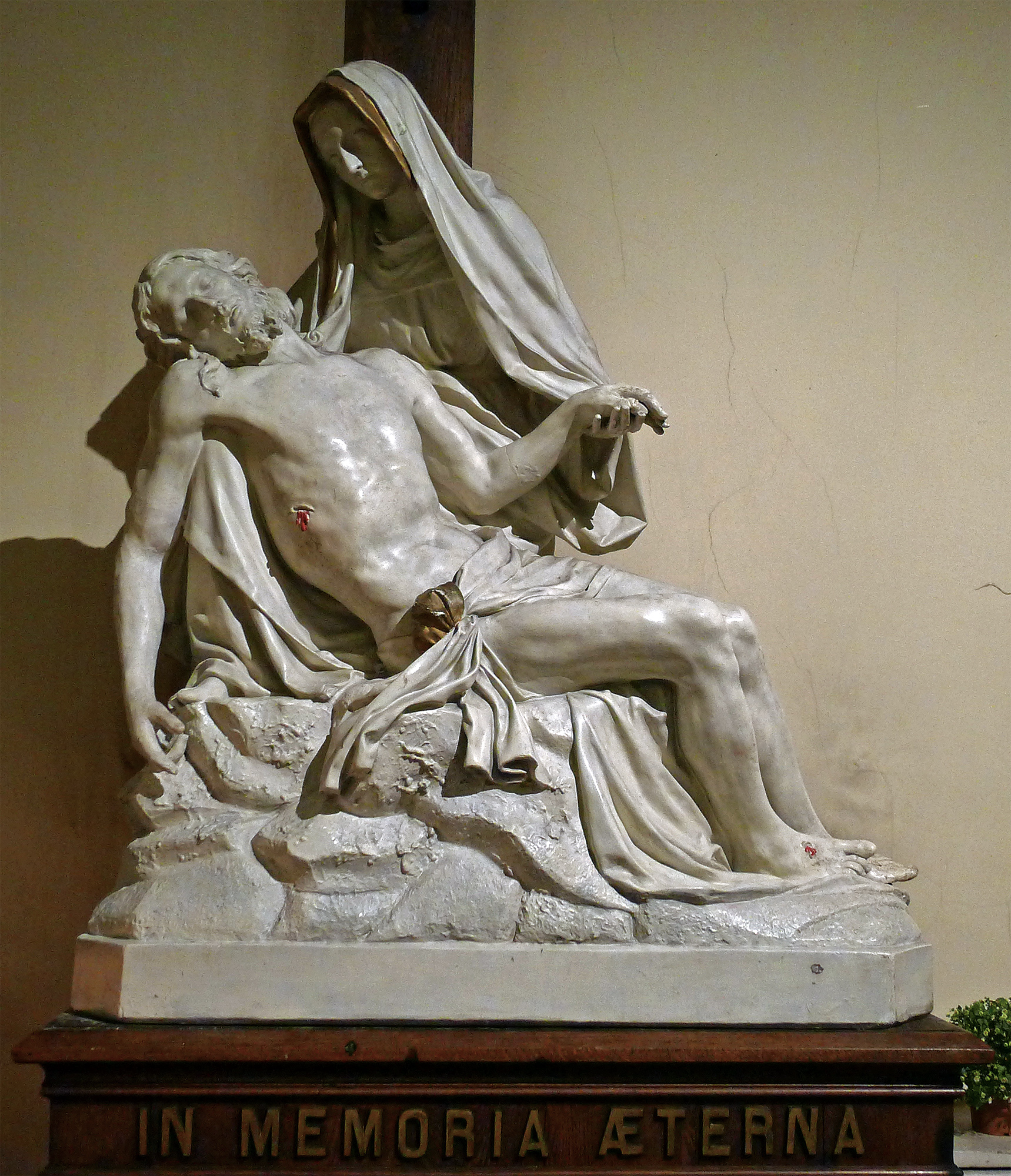
Vierge de Douleur.
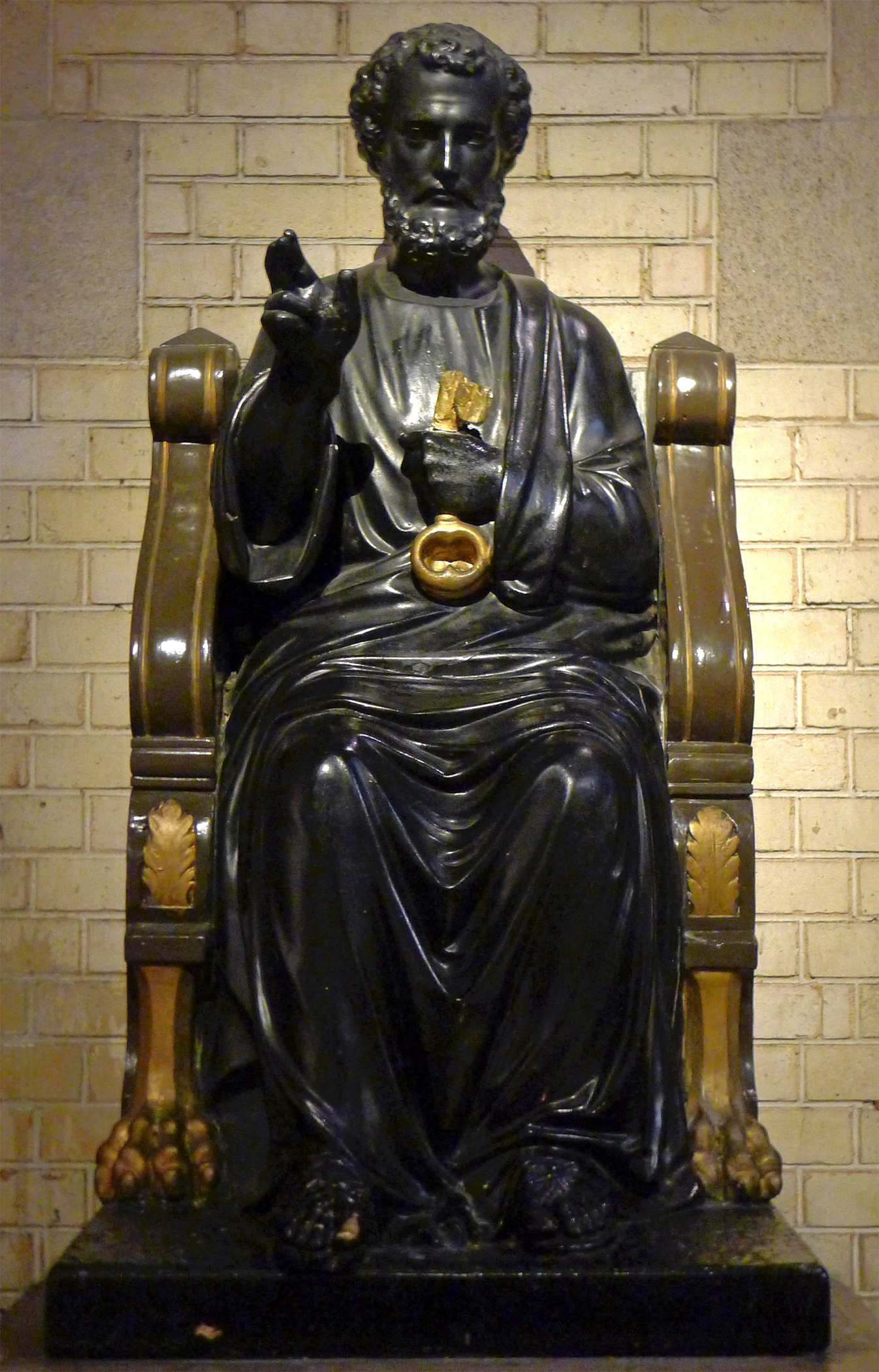
Saint Pierre.
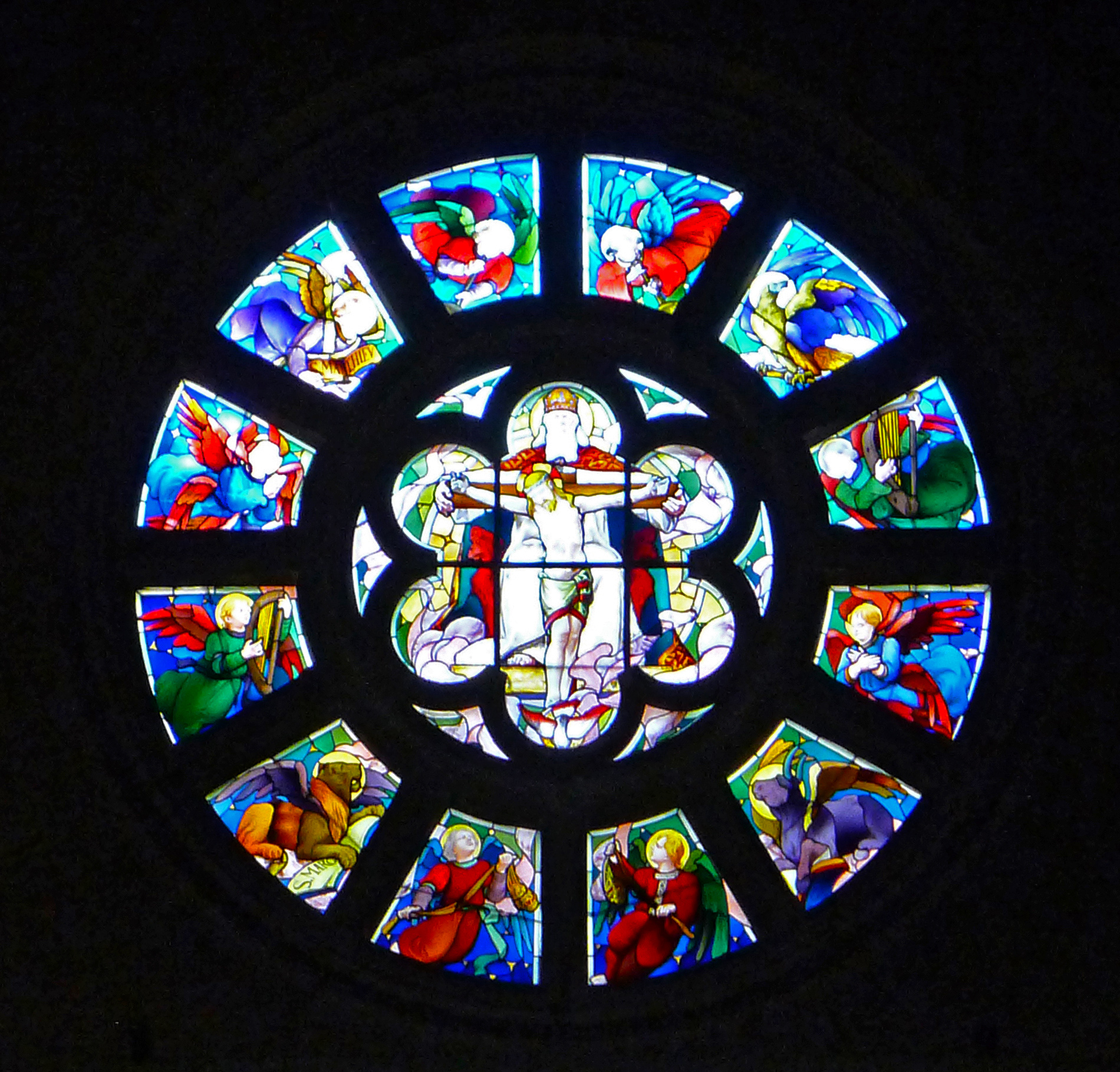
Vitrail central du chœur.
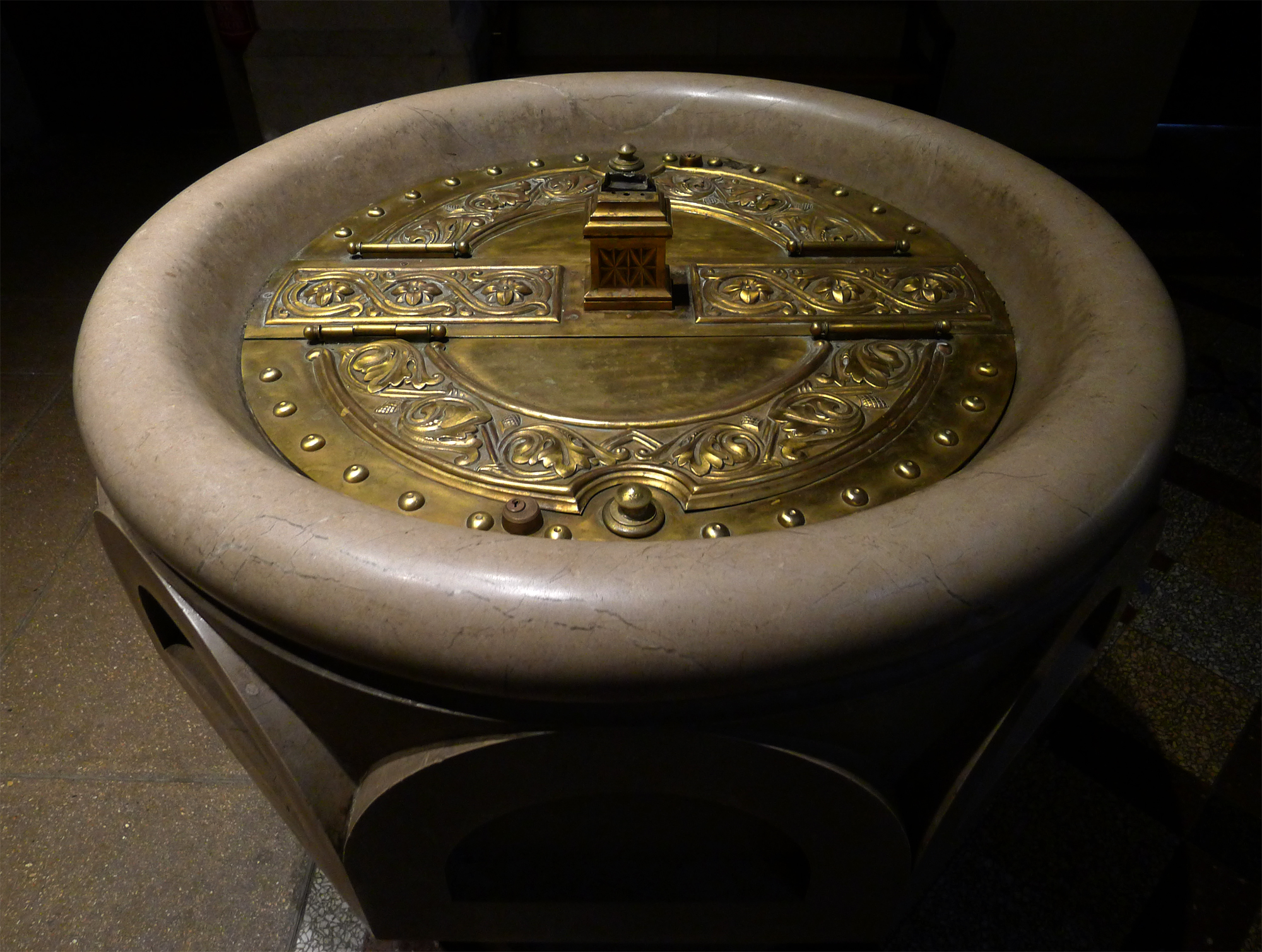
Cuve baptismale.

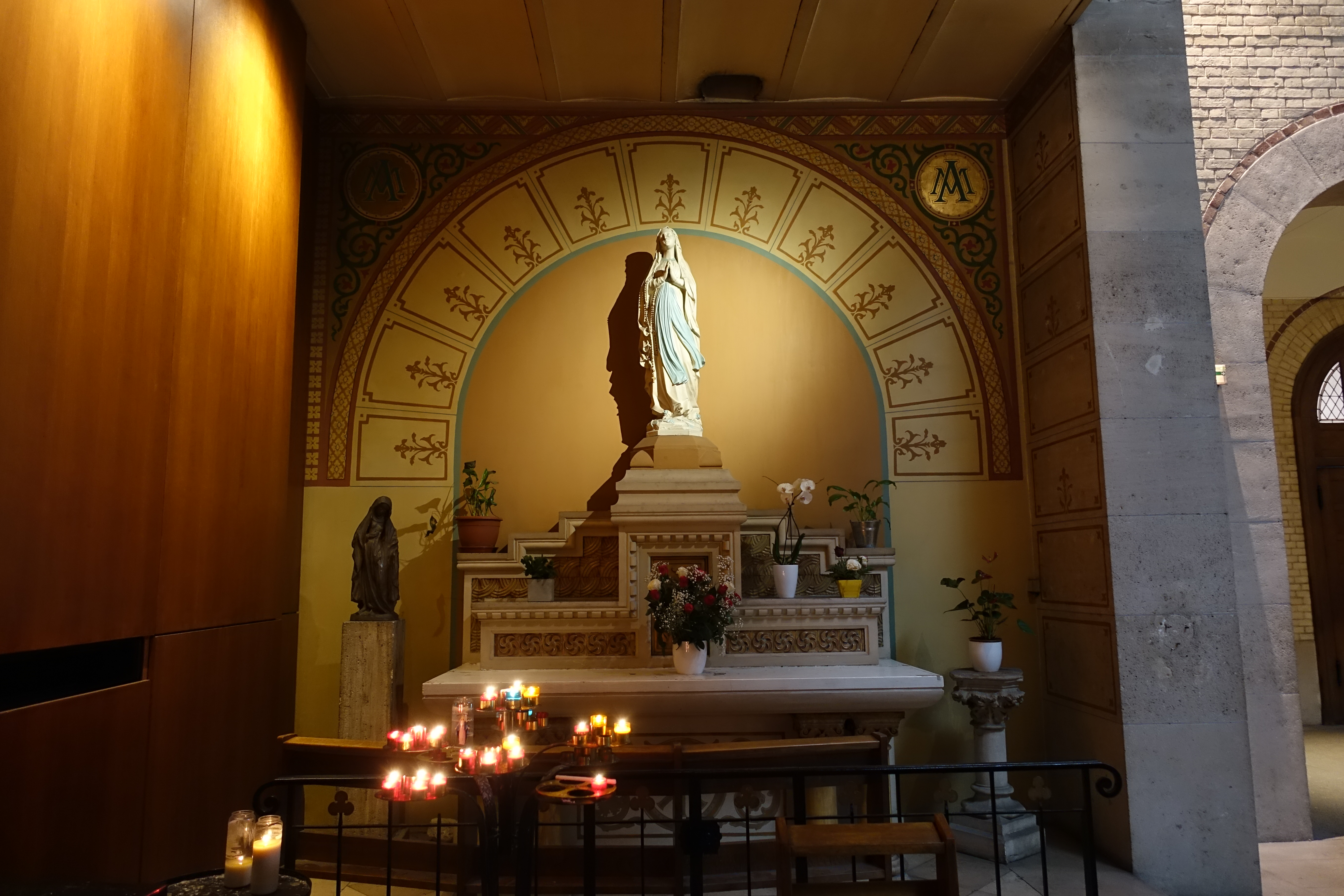
La chapelle Notre-Dame de Lourdes.
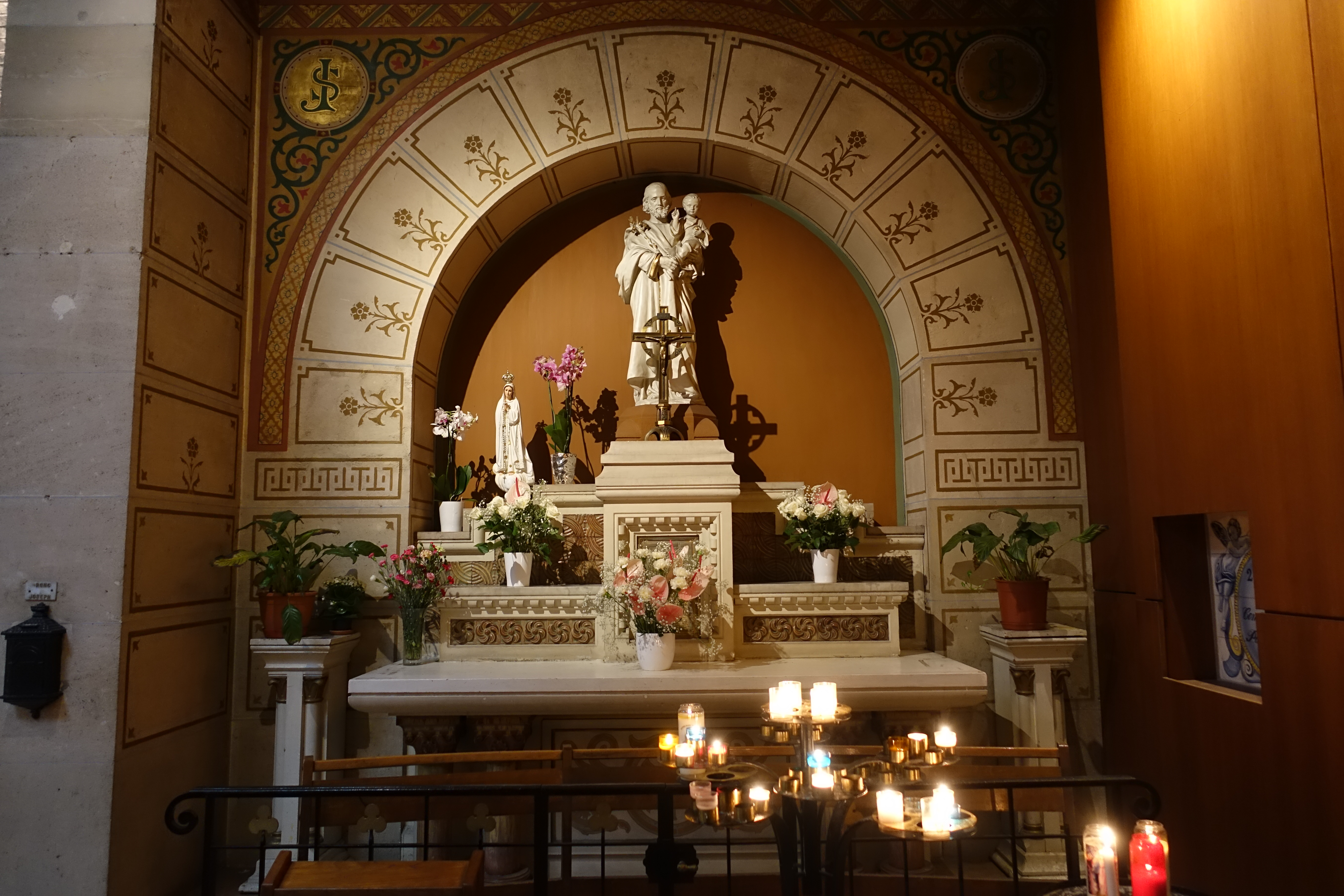
La chapelle Saint-Joseph.

#### Vitraux
Le vitrail central du chœur ainsi que les vitraux hauts des tribunes sont issus des ateliers Champigneulle et datent vraisemblablement de 1903.
Le vitrail de la rosace représente la Trinité, les Évangélistes et les anges de l'Apocalypse.
Autour de l'église, les vitraux représentent les donateurs et les saints patrons de l'église : saint Antoine, Saint Louis, Marie, Joseph, saint Pierre, saint Paul, sainte Geneviève, patronne de Paris, saint Denis, Jeanne d'Arc (elle ne sera canonisée qu'en 1920), sainte Jeanne de Chantal, sainte Marie Madeleine, sainte Élisabeth, sainte Cécile, saint François, saint Marcel, saint Charles, saint Eugène, sainte Julitte, saint Adrien.
Une série de trois vitraux non figuratifs ont été réalisés par la maison Duchemin et installés sur le mur sous la rosace. Installés en 2005, ils sont appelés « vitraux du centenaire »,.

#### Aménagements récents
En 2009, un nouveau Chemin de croix réalisé par sœur Dolorès de l'abbaye de Dourgne est installé dans les allées latérales.
En 2015, les murs de la chapelle de semaine sont rénovés et aménagés sur un projet de Christophe Hébert, architecte.
Le même a dessiné et réalisé le nouvel accueil situé dans l'église et installé en 2016.

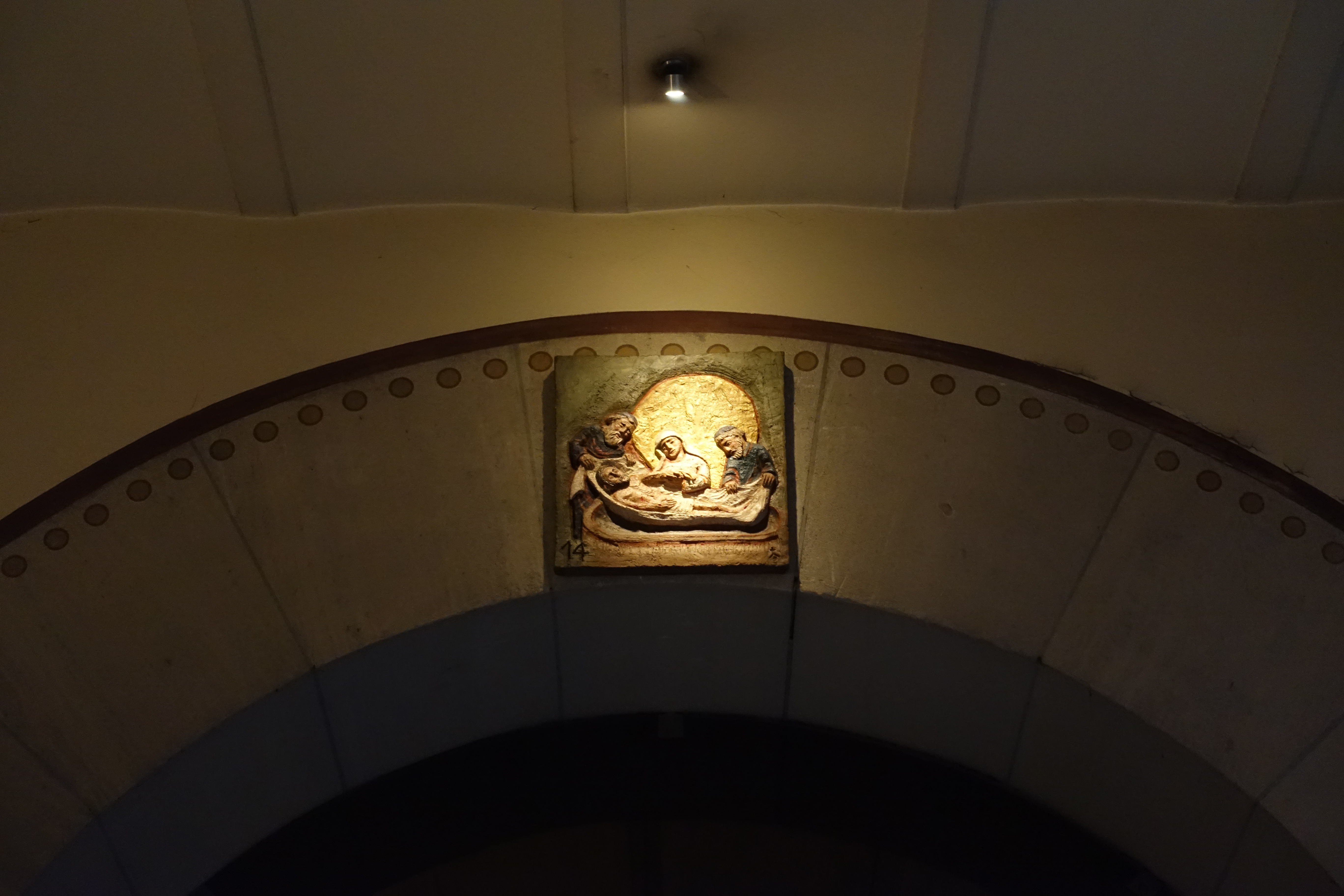
Une des nouvelles stations du Chemin de croix.
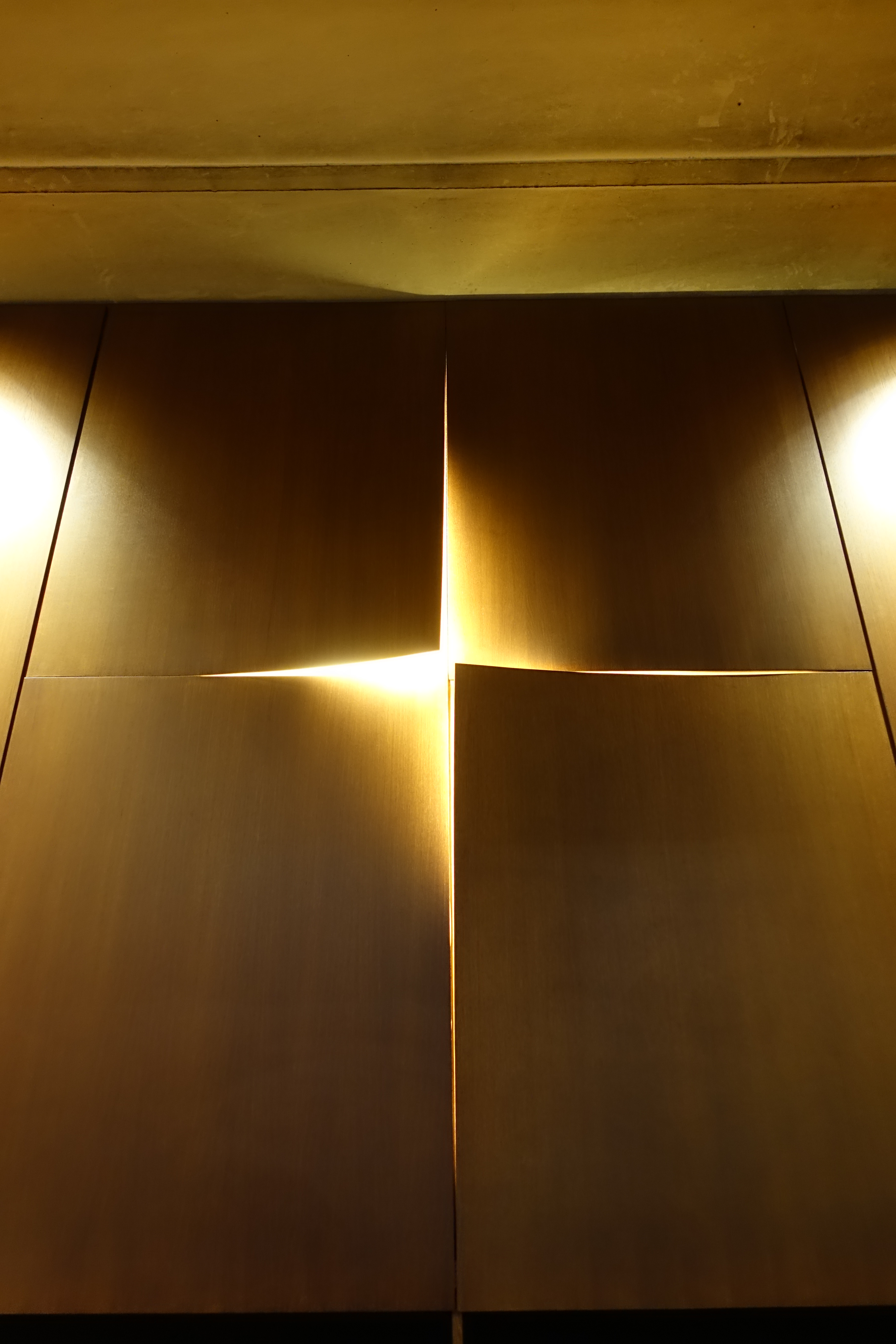
Mur de la chapelle de semaine, rénové en 2009.
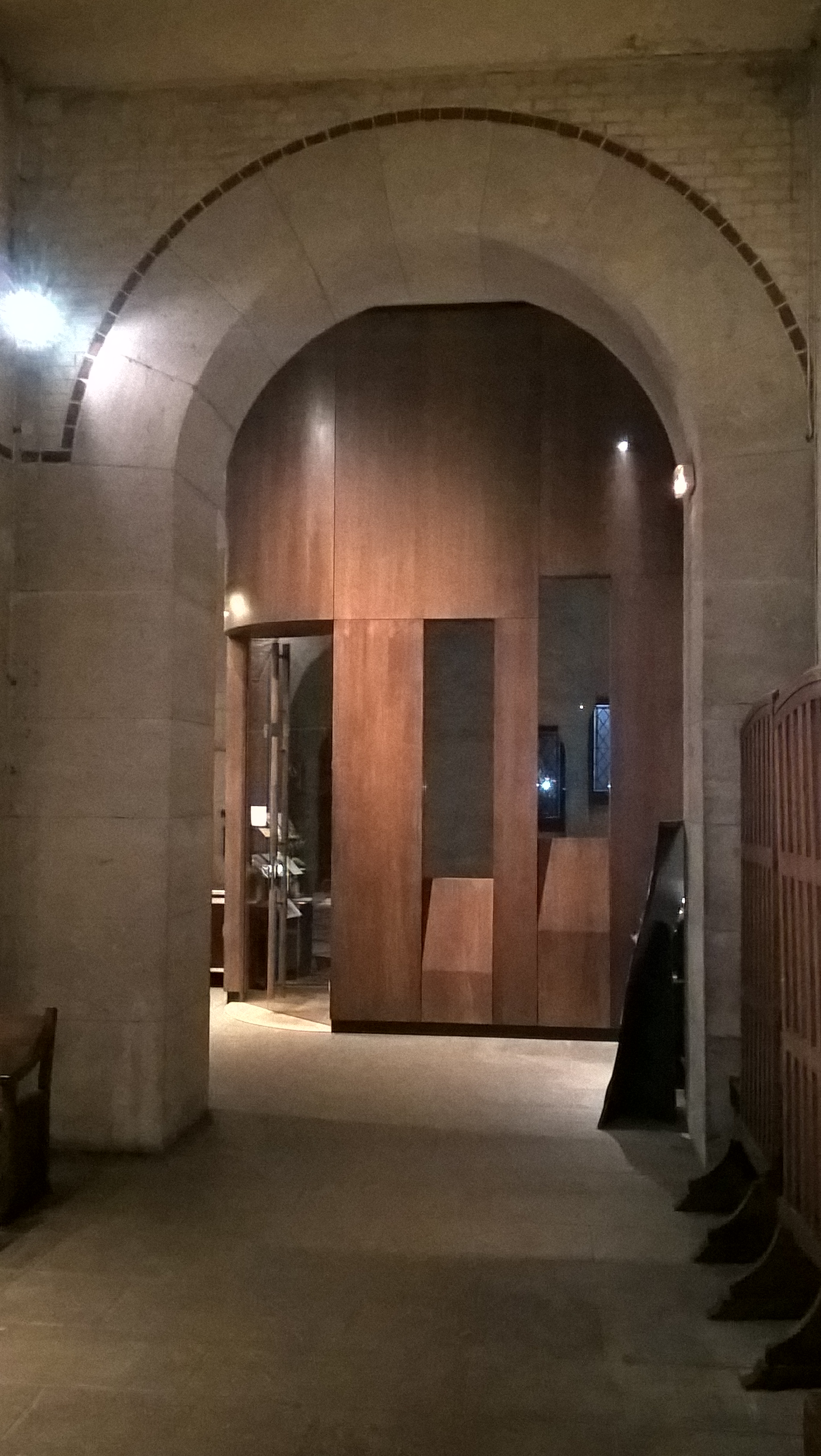
Nouveau bureau d'accueil, installé en 2017.

### Orgues
Les orgues de tribune sont d'Aristide Cavaillé-Coll (1894) et Joseph Merklin (1907) et celles du chœur de Joseph Merklin (1909).
Titulaire : Éric Lebrun

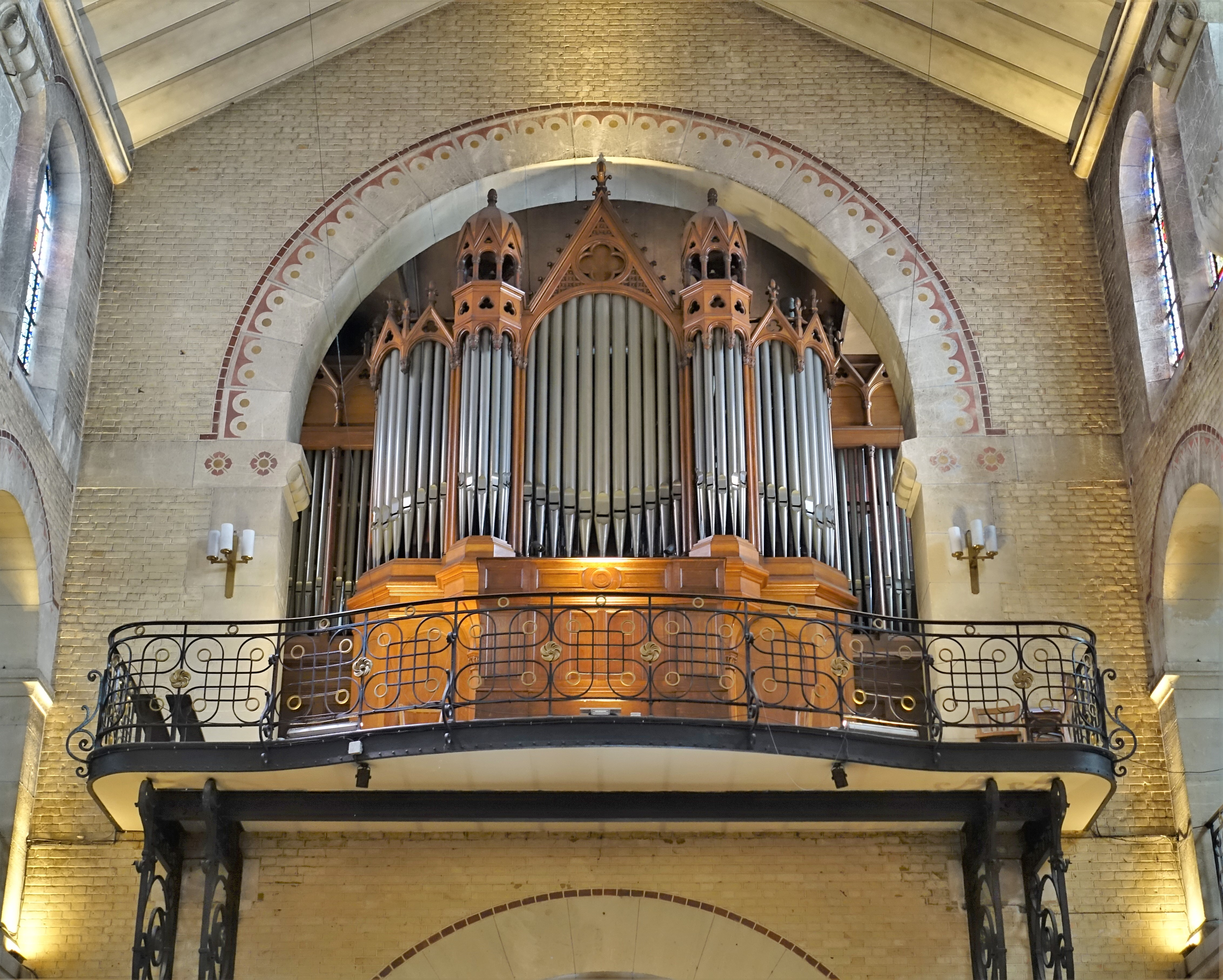
L'orgue de tribune.
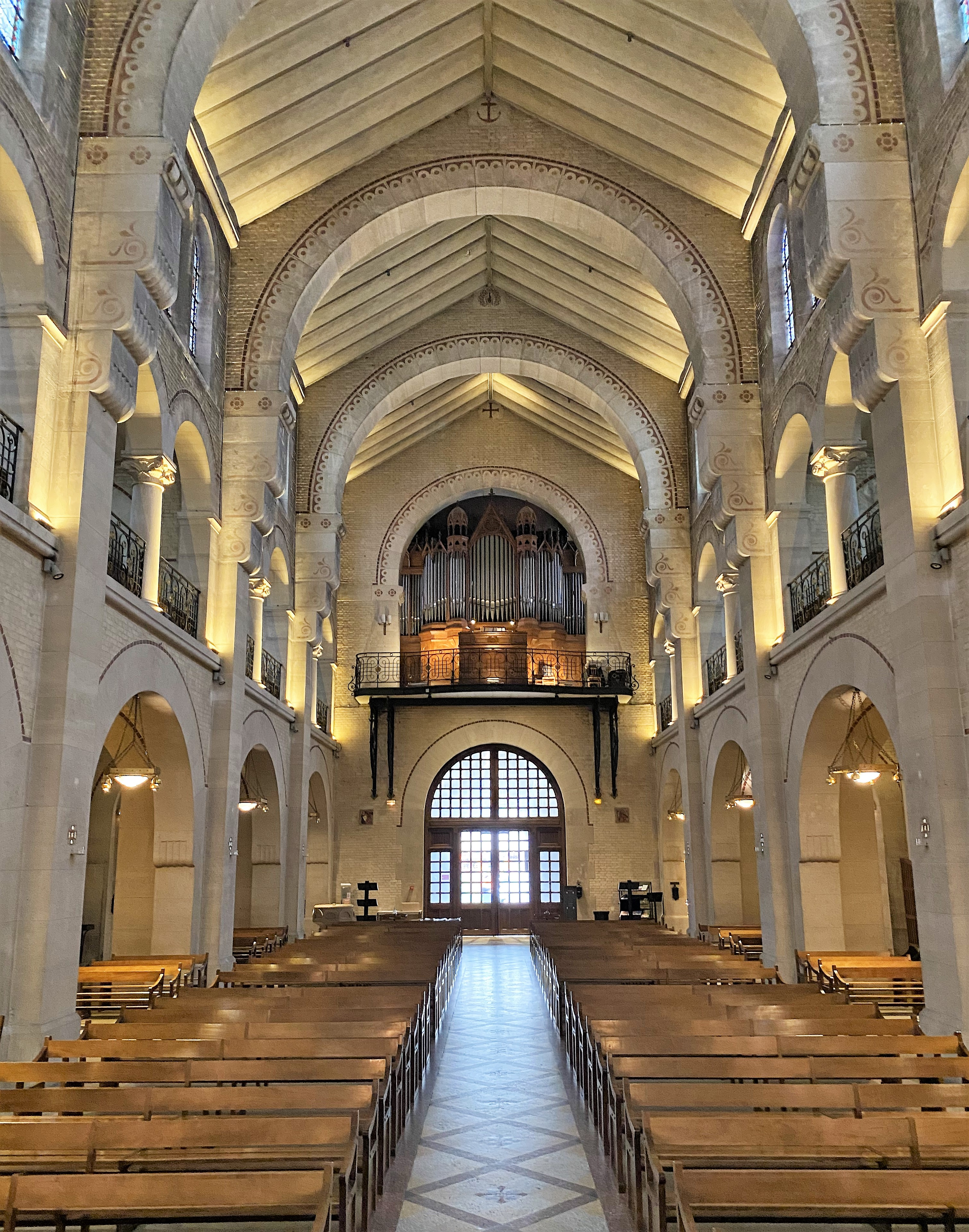
L'orgue de tribune avec la nef.
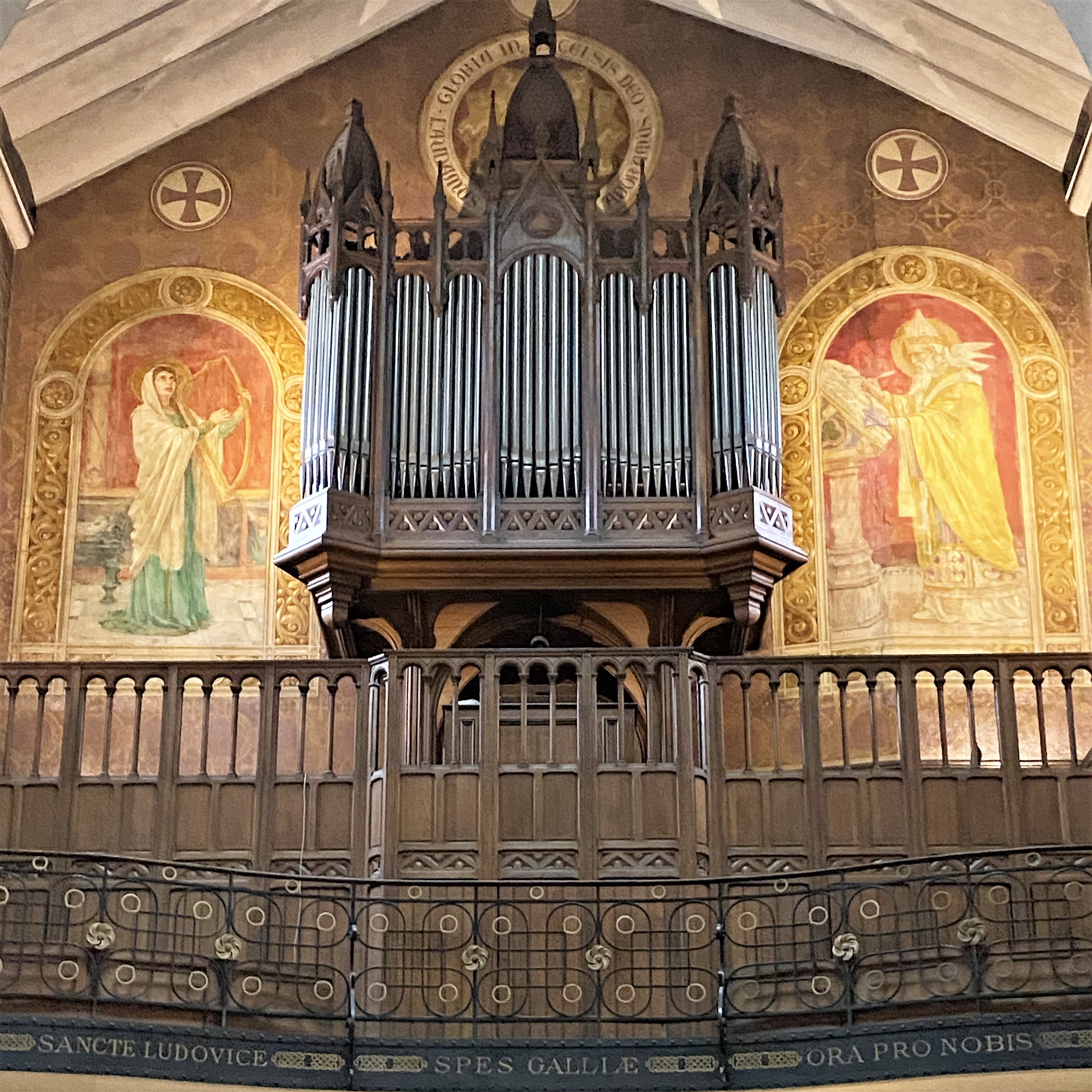
L'orgue d'accompagnement.
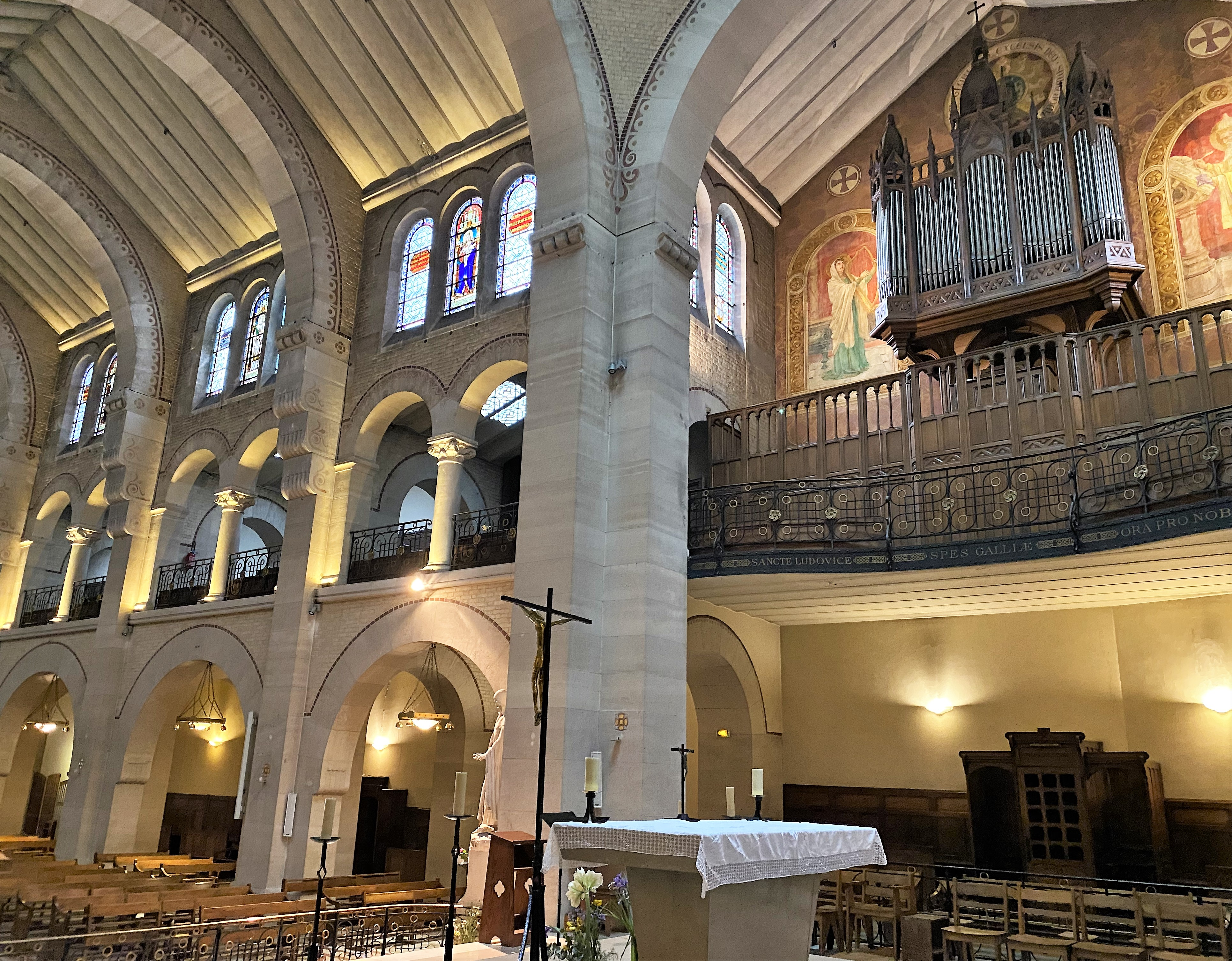
L'orgue d'accompagnement sur la gauche du chœur.

#### Enregistrements
- Victimæ paschali laudes, Éric Lebrun : Victimæ Paschali dans le Petit livre d'orgue pour Mesnil-Saint-Loup, 12 préludes sur des thèmes grégoriens, op. 31, (2014)[9].
- JAV, JAV-155 (2005) Mulet and Ropartz in Paris (Eric Lebrun)[10]
- MDG 3161011 (2000) Vierne Organ Works (Ben van Oosten)
- Somm SMM 019 (2000) Jeffries Organ Works (Michel Bourcier)
- Dynamic CDS 230 (1998) Bonnet, In Memoriam Titanic (Vincenzo Ninci)
- Naxos 8.554697/8 (1997) Intégrale Franck (Eric Lebrun)
- Naxos 8.553632/3 (1995) Intégrale Alain (Eric Lebrun)
- Naxos 8.553196/7 (1994) Intégrale Duruflé (Eric Lebrun)
- Adda 581278 (1990) Dupré: Symphonie Passion (Bruno Mathieu)

### Clergé
- Décembre 1800 : Jean-Baptiste Blancheville fut nommé à sa sortie de la maison des Franciade à Saint-Denis où il séjourna 18 mois encore après sa sortie de la prison de la Force, il devint ensuite prêtre-trésorier de l'église Sainte-Marguerite de Paris en 1814 avant d'être nommé curé de l'église Saint-Gilles de Bourg-la-Reine le 18 juillet 1819 avant de se retirer le 24 avril 1820[11].
- 25 janvier 1937 : Joseph Antoine Terretaz, sacristain et bedeau, est médaillé pour ses trente-trois années au service de l'église. En plus de 120 ans d'histoire paroissiale, il demeure encore le salarié ayant passé le plus long nombre d'années à Saint-Antoine. Embauché pour l'inauguration et la bénédiction de l'autel en décembre 1903, il ne quittera son poste qu'à l'aube de l'occupation allemande.
- 20 juin 2021 : Célébration d'action de grâce du père François Lainé, curé de la paroisse, pour son départ après 7 années, animée par les chœurs de Saint-Antoine et le groupe instrumental. Éric Lebrun, à l'orgue et Bastien Salesse, à la trompette[12].
- Été 2024 : Jean-Marie Dubois, prêtre résidant de la paroisse, ancien chancelier du diocèse de Paris, célèbre ses 50 ans de sacerdoce.
- Curé actuel : Père Stéphane Gravereau, installé le 3 octobre 2021[13].

## Accès
L'église est accessible par la ligne de métro 8 aux stations Ledru-Rollin et Bastille, et par la ligne de métro 1 aux stations Bastille et Gare de Lyon.